# نیروهای دفاعی اسرائیل
نیروهای دفاعی اسرائیل (اختصاراً تزاحال یا IDF؛ (به عبری: צְבָא הַהֲגָנָה לְיִשְׂרָאֵל)؛ به معنی نیروهای دفاعی اسرائیل) متشکل از سه نیروی زمینی، هوایی و دریایی می‌باشد. نیروهای دفاعی اسرائیل شاخه‌ای جدا از نیروهای امنیتی اسرائیل است و مهم‌ترین وظیفهٔ آن «حفظ کیان و استقلال کشور اسرائیل و عقیم کردن تلاش‌های دشمنان آن در مختل کردن روال عادی زندگی در داخل کشور» است. رئیس ستاد کل ارتش اسرائیل سپهبد ایال زمیر است. ارتش در اسرائیل تحت کنترل ستاد کل نیروهای دفاعی اسرائیل و تابعی از وزارت دفاع اسرائیل به‌شمار می‌رود.
ارتش اسرائیل در ۲۶ مه ۱۹۴۸ بنابر دستور وزیر دفاع پیشین، دیوید بن گوریون رسماً به عنوان یک ارتش، خدمت وظیفه عمومی تشکیل داده شد. این ارتش از ترکیب گروه‌های شبه‌نظامی هگانا، ایرگون و لحی شکل گرفت. ارتش اسرائیل در طول کمتر از ۷۰ سال در بیش از ۱۷ نبرد شرکت کرده که آن را به یکی از پرتجربه‌ترین نیروهای نظامی جهان تبدیل می‌کند. این ارتش در اکثر نبردها با دولت‌های عربی مانند جنگ شش‌روزه پیروز بوده است.
ارتش اسرائیل با بهره‌گیری از صنایع نظامی پیشتاز و پیشرفتهٔ خود و نیز خرید تجهیزات و فناوری‌های نوین ایالات متحده آمریکا یکی از مدرن‌ترین ارتش‌های جهان به‌شمار می‌رود.

## تاریخچه
ریشه‌های شکل‌گیری نیروهای دفاعی اسرائیل به سازمان‌های شبه‌نظامی یهودی در ییشوو جدید برمی‌گردد که با مهاجرت دسته‌جمعی دوم (۱۹۰۴ تا ۱۹۱۴) آغاز شد. چندین سازمان از این دست، یا تا حدودی حتی قدیمی‌تر، وجود داشته است، مانند گروهان نگهبانان سواره‌نظام «ماهانه یهودا» که توسط مایکل هالپرین در سال ۱۸۹۱ تأسیس شد. سازمان بار-گیورا، نیز از سازمان‌های اولیه تشکیل دهنده ارتش اسرائیل بود که در سپتامبر ۱۹۰۷ تأسیس شد. بار-گیورا در آوریل ۱۹۰۹ به هاشومر تبدیل شد که تا زمان قیمومت بریتانیا بر فلسطین در سال ۱۹۲۰ فعالیت می‌کرد. هاشومر یک سازمان نخبه‌گرا با دامنه محدود بود و عمدتاً برای محافظت در برابر باندهای جنایتکار که به دنبال سرقت اموال بودند، ایجاد شد. سپاه صهیون و لژیون یهود، که هر دو بخشی از ارتش بریتانیا در جنگ جهانی اول بودند، با یکدیگر ادغام شدند و واحد ییشوف را تشکیل دادند و با تجربه نظامی و نیروی انسانی، ارتش اسرائیل را بیشتر تقویت کردند و پایه و اساس نیروهای شبه‌نظامی بعدی را تشکیل دادند.
پس از شورش‌های فلسطین در آوریل ۱۹۲۰ علیه یهودیان، رهبری ییشوف به نیاز به یک سازمان دفاعی زیرزمینی سراسری پی برد و یگان هگانا در ژوئن ۱۹۲۰ تأسیس شد. هگانا پس از شورش اعراب در فلسطین در سال‌های ۱۹۳۶ تا ۱۹۳۹ با ساختاری سازمان‌یافته، متشکل از سه واحد اصلی - سپاه میدانی، سپاه گارد و پالماخ - به یک نیروی دفاعی تمام‌عیار تبدیل شد. در طول جنگ جهانی دوم، ییشوف در تلاش‌های جنگی بریتانیا شرکت کرد و به تشکیل تیپ یهودی منجر شد. این تیپ‌ها در نهایت ستون فقرات نیروهای دفاعی اسرائیل را تشکیل دادند و نیروی انسانی و دکترین اولیه آن را تأمین کردند.
پس از اعلامیه استقلال اسرائیل، دیوید بن گوریون، نخست‌وزیر و وزیر دفاع، در ۲۶ مه ۱۹۴۸ دستور تشکیل نیروهای دفاعی اسرائیل را صادر کرد. اگرچه بن گوریون هیچ اختیار قانونی برای صدور چنین دستوری نداشت، اما این دستور در ۳۱ مه توسط کابینه، قانونی شد. همین دستور خواستار انحلال سایر نیروهای مسلح یهودی شد. دو سازمان زیرزمینی یهودی دیگر، ایرگون و لحی، موافقت کردند که در صورت امکان تشکیل واحدهای مستقل به ارتش اسرائیل بپیوندند و توافق کردند که خریدهای مستقل اسلحه انجام ندهند. این موضوع زمینه‌ساز ماجرای آلتالنا بود، رویارویی پیرامون سلاح‌های خریداری شده توسط ایرگون که منجر به بن‌بست بین اعضای ایرگون و ارتش تازه تأسیس اسرائیل شد. این ماجرا زمانی پایان یافت که آلتالنا، کشتی حامل سلاح، توسط ارتش اسرائیل گلوله‌باران شد. پس از این ماجرا، تمام واحدهای مستقل ایرگون و لهی یا منحل شدند یا در ارتش اسرائیل ادغام شدند. پالماخ، یکی از بخش‌های اصلی هگانا، نیز با آذوقه به ارتش اسرائیل پیوست و بن گوریون در سال ۱۹۴۹ با انحلال کارکنان آن واکنش نشان داد و پس از آن بسیاری از افسران ارشد پالماخ، به ویژه اولین فرمانده آن، اسحاق سده، بازنشسته شدند.
ارتش جدید زمانی خود را سازماندهی کرد که جنگ داخلی ۱۹۴۷–۱۹۴۸ در فلسطین تحت قیمومیت به جنگ اعراب و اسرائیل در سال ۱۹۴۸ منجر شد که شاهد حمله کشورهای عربی همسایه بود. سپس دوازده تیپ پیاده‌نظام و زرهی تشکیل شد: تیپ ۱ گولانی، تیپ ۲ کارملی، تیپ ۳ الکساندرونی، تیپ ۴ کریاتی، تیپ ۵ گیواتی و تیپ ۶ اتزیوتی، تیپ‌های زرهی شامل تیپ ۷ زرهی هاتیفا شیوا و تیپ ۸ زرهی هاتیفا شمونه، تیپ ۹ عودید، تیپ ۱۰ هارئیل، تیپ ۱۱ یفتاح و تیپ ۱۲ نقب. پس از جنگ، برخی از تیپ‌ها به واحدهای ذخیره تبدیل شدند و برخی دیگر منحل شدند. از سپاه‌ها و خدمات هگانا، ادارات و سپاه‌ها ایجاد شدند و این ساختار اساسی در ارتش اسرائیل هنوز هم وجود دارد.
بلافاصله پس از جنگ ۱۹۴۸ اعراب و اسرائیل، درگیری اسرائیل و فلسطین به درگیری کم‌شدت بین ارتش اسرائیل و فداییان فلسطینی تبدیل شد. در بحران سوئز در سال ۱۹۵۶، اولین آزمایش جدی قدرت ارتش اسرائیل پس از سال ۱۹۴۹، ارتش جدید شبه‌جزیره سینا را از مصر تصرف کرد که بعداً پس گرفته شد. در جنگ شش روزه ۱۹۶۷، اسرائیل شبه‌جزیره سینا، نوار غزه، کرانه باختری (از جمله اورشلیم شرقی) و بلندی‌های جولان را از کشورهای عربی اطراف فتح کرد و موازنه قدرت در منطقه و همچنین نقش ارتش اسرائیل را تغییر داد. در سال‌های بعد، منتهی به جنگ یوم کیپور، ارتش اسرائیل در جنگ فرسایش‌زا علیه مصر در سینا و یک جنگ مرزی علیه سازمان آزادی‌بخش فلسطین در اردن جنگید که در نبرد کرامه به اوج خود رسید.
غافلگیری جنگ یوم کیپور و پیامدهای آن، رویه‌ها و رویکرد ارتش اسرائیل به جنگ را به‌طور کامل تغییر داد. تغییرات سازمانی ایجاد شد و زمان بیشتری به آموزش برای جنگ متعارف اختصاص داده شد. با این حال، در سال‌های بعد، نقش ارتش به آرامی دوباره به درگیری‌های کم‌شدت، جنگ شهری و مبارزه با تروریسم تغییر یافت. نمونه‌ای از مورد اخیر، حمله کماندویی موفق عملیات انتبه در سال ۱۹۷۶ برای آزادسازی مسافران ربوده شده هواپیما که در اوگاندا اسیر بودند، بود. در این دوره، ارتش اسرائیل همچنین یک مأموریت بمباران موفق در عراق برای نابودی رآکتور هسته‌ای این کشور را انجام داد. این ارتش در جنگ داخلی لبنان درگیر شد و عملیات لیتانی و بعداً جنگ لبنان در سال ۱۹۸۲ را آغاز کرد، جایی که ارتش اسرائیل سازمان‌های چریکی فلسطینی را از لبنان بیرون راند.
به مدت بیست و پنج سال، نیروهای دفاعی اسرائیل به همراه متحدانش، ارتش جنوب لبنان، یک منطقه امنیتی در داخل جنوب لبنان را حفظ کرد. از آن زمان، ستیزه‌جویی فلسطینیان، به ویژه در طول انتفاضه اول و دوم، عملیات سپر دفاعی، جنگ غزه (۲۰۰۸–۲۰۰۹)، جنگ غزه ۲۰۱۲، جنگ غزه ۲۰۱۴ و بحران اسرائیل و فلسطین در سال ۲۰۲۱، محور اصلی فعالیت‌های ارتش اسرائیل بوده است و باعث شده است که ارتش اسرائیل بسیاری از ارزش‌های خود را تغییر داده و منشور اخلاقی ارتش اسرائیل را منتشر کند. سازمان شیعه لبنانی حزب‌الله نیز تهدیدی رو به رشد بوده است که ارتش اسرائیل بین سال‌های ۱۹۸۲ تا ۲۰۰۰ در یک درگیری نامتقارن و همچنین در سال ۲۰۰۶ در یک جنگ تمام‌عیار علیه آن جنگید.

## ریشه‌شناسی
کابینه اسرائیل در ۲۶ مه ۱۹۴۸ نام «نیروهای دفاعی اسرائیل» (به عبری: צְבָא הַהֲגָנָה לְיִשְׂרָאֵל)، تزوا هاهاگانا لِیسرائل (به معنای واقعی کلمه «ارتش دفاع از اسرائیل») را تصویب کرد. رقیب اصلی دیگر، تزوا ییسرائل (به عبری: צְבָא יִשְׂרָאֵל) بود. این نام به این دلیل انتخاب شد که این ایده را منتقل می‌کرد که نقش ارتش، دفاعی است و نام هاگانا، سازمان دفاعی پیش از تشکیل دولت که ارتش جدید بر اساس آن بنا شده بود، را در خود جای داده بود. از جمله مخالفان اصلی این نام، وزیر حییم-موشه شاپیرا و حزب هاتزوهر بودند که هر دو طرفدار تزوا ییسرائل بودند.

## سازمان
تمام شاخه‌های نیروهای دفاعی اسرائیل به یک ستاد کل واحد پاسخگو هستند. رئیس ستاد کل تنها افسر در حال خدمت با درجه سپهبد (راو آلوف) است. او مستقیماً به وزیر دفاع و غیرمستقیم به نخست‌وزیر اسرائیل و کابینه گزارش می‌دهد. روسای ستاد رسماً توسط کابینه و بر اساس توصیه وزیر دفاع به مدت سه سال منصوب می‌شوند. دولت می‌تواند به تمدید خدمت آنها به چهار سال و در موارد نادر حتی به پنج سال رأی دهد. رئیس فعلی ستاد، ایال زمیر است.

### ساختار
نیروهای دفاعی اسرائیل شامل نهادهای زیر است. نهادهایی که روسای آنها عضو ستاد کل نیروهای دفاعی اسرائیل هستند، پررنگ شده‌اند.

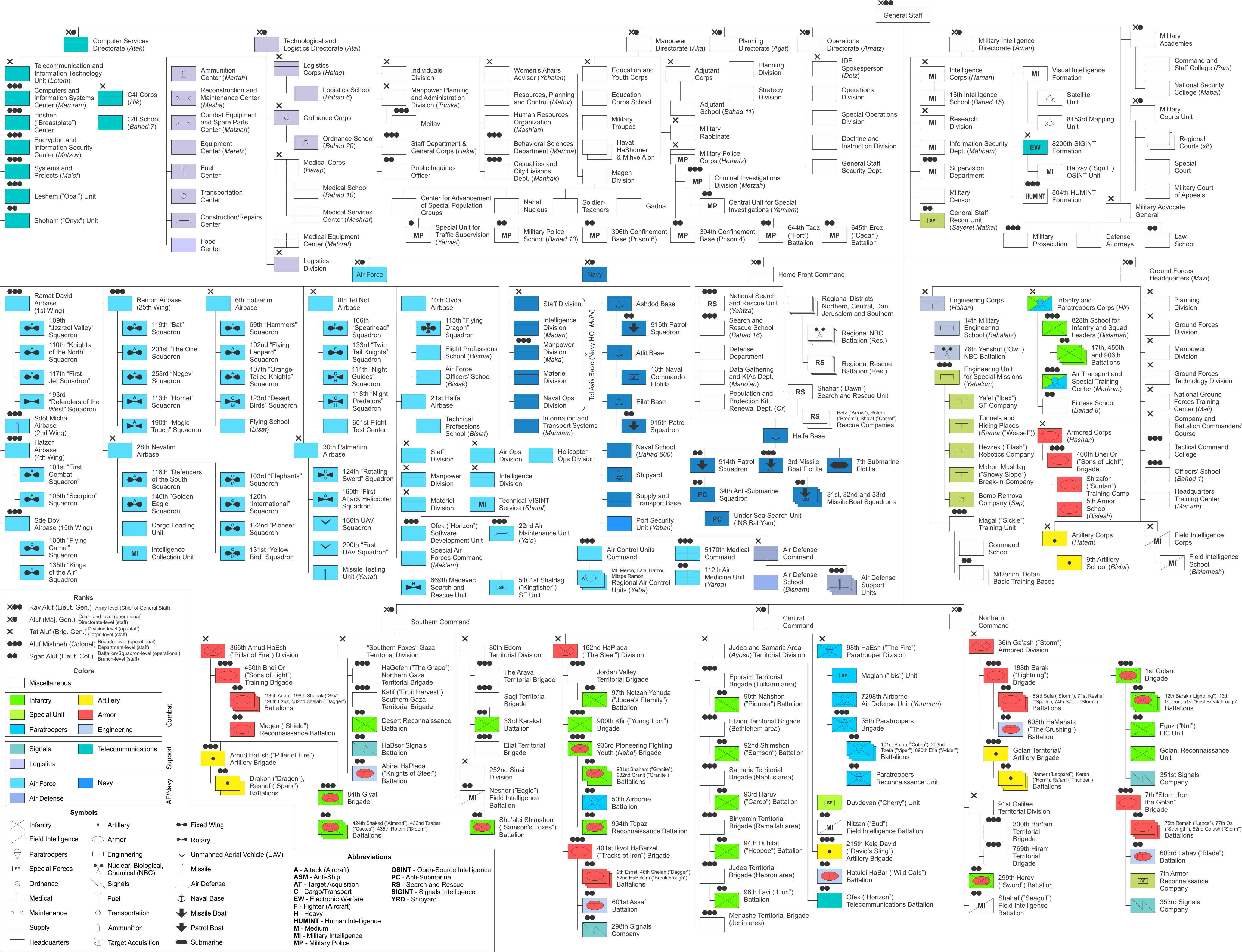
ساختار نیروهای دفاعی اسرائیل (برای بزرگنمایی کلیک کنید)

| - فرماندهی شمالی اسرائیل - فرماندهی مرکزی اسرائیل - فرماندهی جنوبی اسرائیل - فرماندهی جبهه داخلی اسرائیل نیروی زمینی اسرائیل - سپاه پیاده اسرائیل - تیپ ۱ گولانی - تیپ ۳۵ چترباز - تیپ ۹۳۳ نهال - تیپ ۸۹ عوز - تیپ ۹۰۰ کفیر - تیپ ۸۴ گیواتی - سپاه زرهی اسرائیل - تیپ ۷ زرهی هاتیفا شیوا - تیپ ۱۸۸ زرهی باراک - تیپ ۴۰۱ ایکفوت هابارزل - تیپ ۴۶۰ بینئی - سپاه توپخانه اسرائیل - سپاه مهندسی رزمی اسرائیل - سپاه اطلاعات رزمی اسرائیل شاخه هوا و فضا - نیروی هوایی اسرائیل - فرماندهی پدافند هوایی اسرائیل شاخه دریایی - نیروی دریایی اسرائیل | ستاد کل نیروهای دفاعی اسرائیل - اداره تقویت نیروهای چند شاخه ارتش اسرائیل از سال ۲۰۲۴، یک آرایه عملیات مشترک چند دامنه‌ای را اداره می‌کند که با عملیات‌های چند دامنه‌ای، یک شاخه جنگ مشترک، سروکار دارد. - اداره حلقه سوم - اداره عملیات ارتش اسرائیل - واحد سخنگوی نیروهای دفاعی اسرائیل - مرکز مطالعات نظامی میان‌رشته‌ای دادو - آمان - سپاه اطلاعات اسرائیل - سانسور نظامی اسرائیل - سپاه عمق اسرائیل - اداره نیروی انسانی - سپاه پلیس نظامی اسرائیل - سپاه آموزش و جوانان - سپاه آجودان اسرائیل - خاخامی نظامی - مشاور امور زنان - ستاد برنامه‌ریزی و مدیریت نیروی انسانی - بخش امور اشخاص حقیقی - بخش کارکنان - اداره نیروی ذخیره - واحد دادگاه‌های نظامی - دادگاه نظامی - دادستان کل نظامی - دادگاه تجدیدنظر نظامی - اداره خدمات کامپیوتری - پردازش از راه دور و سپاه شنود الکترونیک - اداره فناوری و لجستیک - سپاه مهمات اسرائیل - سپاه لجستیک اسرائیل - سپاه پزشکی اسرائیل | نظامی: - آکادمی‌های نظامی - کالج فرماندهی تاکتیکی - کالج فرماندهی و ستاد - کالج امنیت ملی - هماهنگ‌کننده فعالیت‌های دولت در منطقه - مشاور مالی رئیس ستاد - منشی نظامی نخست‌وزیر اسرائیل غیرنظامی: - مدیر کل وزارت دفاع اسرائیل - واحد حسابرسی تشکیلات دفاعی - اداره توسعه سلاح‌ها و صنعت فناوری - اداره مهندسی و ساختمان وزارت دفاع |

## یگان‌های فوق ویژه
- شایِتِت ۱۳ (یگان ناوگان کوچک ۱۳) - تحت امر نیروی دریایی ارتش اسرائیل.
- سایرت مَتکَل (یگان شناسایی و اکتشاف ستاد کل) - تحت امر ستاد کل فرماندهی ارتش اسرائیل.
- سایرت شلدگ (یگان شناسایی هوایی)- تحت امر نیروی هوایی ارتش اسرائیل.
- سایرت یاهالوم (یگان مهندسی برای عملیات‌های ویژه) - تحت امر ستاد عملیات و پشتیبانی.
- سایرت اگاُز (یگان کماندویی پیاده‌نظام اگاُز) - تحت امر ستاد فرماندهی شمالی.
- یگان دودیوان (یگان ویژه گیلاس) - تحت امر فرماندهی کرانه باختری.
- یگان ۶۶۹ (یگان ویژه هلی‌بورن پزشکی) - تحت امر نیروی هوایی اسرائیل.
- واحد لوتار (یگان آموزش و اجرای عملیات ضد تروریست و مقابله با ارتش‌های نامنظم)

## دکترین

#### دکترین ضاحیه
دکترین ضاحیه از استراتژی‌های نظامی جنگ نامتقارن است، که گادی آیزنکوت رئیس سابق ستاد مشترک نیروهای دفاعی اسرائیل خطوط آن را ترسیم کرده، و شامل یک تدبیر حساب شده برای نابودسازی زیرساخت‌های غیرنظامی رژیم‌هایی است که دشمن تلقی می‌شوند، تا از استفاده پیکارگران از آن زیرساخت‌ها جلوگیری شود و از به‌کارگیری «قدرت نامتناسب» برای تضمین این هدف حمایت می‌کند.
این دکترین به نام محله ضاحیه بیروت که مقر حزب‌الله لبنان در جریان جنگ ۲۰۰۶ اسرائیل و لبنان در آن قرار داشت نامگذاری شده، این محله به شدت از سوی نیروهای دفاعی اسرائیل آسیب دید.

## تولیدات صنایع دفاعی اسرائیل
اسرائیل از نظر صنایع نظامی یکی از پیشرفته‌ترین کشورهای جهان است و هر سال چند میلیارد دلار از تجهیزات نظامی خود را به کشورهای دیگر صادر می‌کند. کشورهای روسیه، چین، هند و ایالات متحده آمریکا از جمله مشتریان کلان تجهیزات نظامی تولید شده در کشور اسرائیل هستند. ارتش اسرائیل از نسل جدید این تولیدات بهره می‌برد.

### برنامه ماهواره‌ای اوفک (اُفق)
- اوفک-۷

### ماهواره‌بَرها
- شاتل فضاپیمای شاویت

### جنگنده‌ها
- کفیر (بچه شیر)
- آی‌ای‌آی نشر (عقاب)
- لاوی (شیر جوان)

### سلاح‌های خودکار
- ام-۴ کارابین
- ام-۱۶
- ام-۵۴
- یوزی
- آی‌ام‌آی جلیل
- آی‌دبلیوآی تاور[۲۰]

### تانک‌ها
- تانک مرکاوا

### سلاح‌های ضدموشک
- ختس (پیکان)
- تروفی
- گنبد آهنین

### پهپادها
- ایتان

## خدمت وظیفه در ارتش اسرائیل

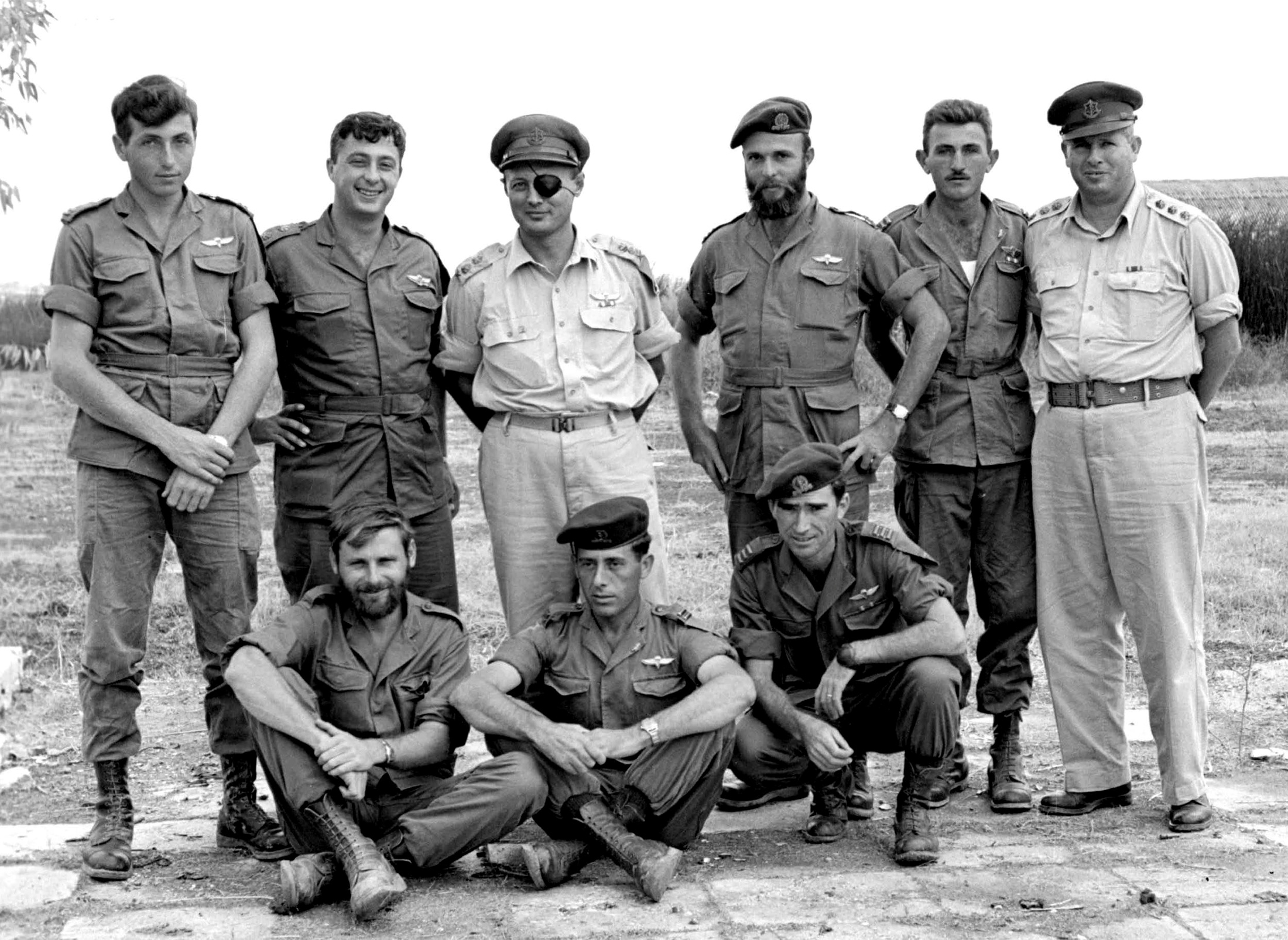
افسران واحد چترباز ارتش اسرائیل در سال ۱۹۵۵؛ آریل شارون و موشه دایان نفر دوم و سوم ایستاده از چپ

### خدمت اجباری
همه دختران و پسران قابل خدمت، از ۱۹ سالگی وارد ارتش اسرائیل می‌شوند. دوران خدمت اجباری پسران سه سال و دختران ۲۱ ماه است. دخترانی که اعلام بکنند که از یک خانواده مذهبی هستند، از خدمت در ارتش معاف می‌شوند ولی می‌توانند یک دوره خدمت اجتماعی (همانند پیش‌آهنگان) را در بیمارستان‌ها و مراکز غیرنظامی دیگر بگذرانند. دوره چنین خدمتی یک سال خواهد بود.
جوانان عرب مسلمان از خدمت نظام وظیفه معاف هستند؛ ولی برخی اعراب دروزی به‌طور کامل در ارتش اسرائیل خدمت می‌کنند و برخی از آن‌ها حتی به مقام‌های ارشد فرماندهی رسیده‌اند. همچنین شماری از اعراب بدوی اسرائیل به خدمت ارتش اسرائیل در می‌آیند و از جمله وظایف ویژه‌ای را در امور ردیابی به عهده می‌گیرند که از تخصص‌های آن‌ها محسوب می‌شود.
جوانانی که مایل به انجام تحصیلات دانشگاهی، پیش از انجام دوران خدمت وظیفه هستند، در صورتی که با استعداد تشخیص داده شده باشند، از چنین امکانی برخوردار خواهند شد. معمولاً ارتش آن رشته‌های دانشگاهی را برای این جوانان مورد تصویب قرار می‌دهد که پس از فارغ‌التحصیل شدن آنان، برای ارتش سودمند باشد. جوانان دانشگاه رفته، پس از انجام تحصیلات، دوران خدمت اجباری را خواهند گذراند.

### خدمت ذخیره
بخش عمده قدرت ارتش اسرائیل را نیروهای ذخیره تشکیل می‌دهند. هنگامی که دوره خدمت وظیفه هر سرباز به پایان می‌رسد، او به یک واحد ذخیره انتقال می‌یابد و هر گاه لازم باشد به خدمت فرا خوانده می‌شود. برای آنکه سربازان ذخیره همیشه آمادگی دفاعی خود را حفظ کرده باشند، و در ضمن ارتش ناچار نباشد تعداد بسیار زیادی سرباز وظیفه در اختیار داشته باشد، هر سرباز ذخیره تا ۵۰ سالگی، هر سال چند روز به خدمت ذخیره فرا خوانده می‌شود. تعداد روزهای خدمت ذخیره متغیر است. آنانی که سرباز ساده هستند حداکثر تا ۳۹ روز در سال خدمت می‌کنند. از این روی آنانی که درجه افسری دارند ممکن است روزهای بیشتری را در خدمت ذخیره بگذرانند. در صورت بروز یک بحران جنگی، ارتش حق دارد هر گاه که لازم بداند سربازان ذخیره را فرا بخواند. نیروهای ذخیره بابت هر روز خدمت خود در ارتش حقوق دریافت می‌کنند که تقریباً معادل حقوق یا درآمد آن‌ها در مشاغل غیرنظامی است.

### استخدام دائم
شماری از سربازانی که دوره خدمت آن‌ها به پایان رسیده، از جانب ارتش بر حسب نیازهای جاری به استخدام دائم در می‌آیند و دوره افسری خود را می‌گذرانند و برای امور فرماندهی یا مدیریت ارتش تربیت می‌شوند. این افراد ستون فقرات نیروهای دفاعی اسرائیل را تشکیل می‌دهند. سربازانی که به استخدام درآمده و دوره افسری را گذرانده‌اند یا دوره خلبانی را طی کرده یا در یکی از آموزشگاه‌های فنی ارتش به کارآموزی پرداخته‌اند، باید برای مدت چند سال تعهد خدمت بدهند.

## جنگ‌های ارتش اسرائیل
ارتش اسرائیل در ابتدا در سه جبهه با لبنان و سوریه در شمال، اردن و عراق در شرق و مصر در جنوب درگیر بود. این ارتش از سال ۱۹۷۹ پس از بستن پیمان کمپ دیوید، فعالیت‌های خود را در جنوب لبنان بر حزب‌الله لبنان، و در فلسطین و نوار غزه بر گروه‌های شبه نظامی فلسطینی مانند حماس و جهاد اسلامی متمرکز کرده است.
تعدادی از نبردهایی که ارتش اسرائیل داشته، عبارت است از:
- جنگ اعراب و اسرائیل ۱۹۴۸
- جنگ کانال سوئز
- جنگ شش روزه (۱۹۶۷)
- جنگ یوم کیپور یا اصطکاک
- جنگ لبنان (۱۹۸۲)
- جنگ لبنان (۲۰۰۶)
- نبرد اسرائیل و غزه ۲۰۰۸ - ۲۰۰۹
- عملیات ستون دفاعی در ۲۰۱۲
- نبرد ۲۰۱۴ اسرائیل و غزه
- جنگ اسرائیل و حماس